# ديك مع عدة بيوض
ديك مع عدة بيوض وإسمه باللغة الإسبانية أون غايو كون موخوس هيفوس (بالإسبانية: Un gallo con muchos huevos)‏ هو فلم رسوم متحركة ثلاثي الأبعاد مكسيكي، تم إنتاجه من قبل شركة هيفوكارتون، وهو من تاليف وإخراج غابرييل ريفا، وقد تم عرض الفلم في 20 أغسطس 2015 في المكسيك، بينما قامت شركة بانتيلون بنشر الفيلم في الولايات المتحدة وأحتل المراتب الأولى هناك ضمن أعلى الأفلام أرباحاً، الفلم من بطولة الممثل اللبناني الأصل برونو بشير والممثلة والمغنية اللاتينية المكسيكية المشهورة مايتي بيروني، يتكلم الفلم عن ديك يتبنى بيضة ويحاول أن يحثه على الشجاعة لمواجهة صاحب المزرعة الشرير الذي يريد تحطيم بيته وعائلته.

## البطولة
- برونو بشير بدور توتو
- مايتي بيروني بدور دي
- عمر كبارو بدور باتين باتان
- نينل كوندي بدور تشكس
- كارلوس إيسبيخيل بدور ويلي
- سيرجيو سيندل بدور بانكفيودي
- أنجيليكا فيل بدور بيبي

## وصلات خارجية
- ديك مع عدة بيوض على موقع IMDb (الإنجليزية)
- ديك مع عدة بيوض على موقع ميتاكريتيك (الإنجليزية)
- ديك مع عدة بيوض على موقع روتن توميتوز (الإنجليزية)
- ديك مع عدة بيوض على موقع أول موفي (الإنجليزية)
- ديك مع عدة بيوض على موقع بوكس أوفيس موجو (الإنجليزية)
- ديك مع عدة بيوض على موقع فيلمافينيتي (الإسبانية)
- ديك مع عدة بيوض على موقع قاعدة بيانات الفيلم (الإنجليزية)
- ديك مع عدة بيوض على موقع ليتربوكسد (الإنجليزية)
- ديك مع عدة بيوض على موقع كينوبويسك (الروسية)
- ديك مع عدة بيوض على قاعدة بيانات الأفلام على الإنترنت
- الموقع الرسمي للفلم